# Louis Henyey
Louis George Henyey (né le 3 février 1910 à McKees Rocks, Pennsylvanie, mort le 18 février 1970) est un astronome américain connu pour ses travaux en astronomie et physique mathématique.

## Biographie
Louis Henyey obtient un Ph.D. en 1937 à l'observatoire Yerkes de l'université de Chicago où il devient assistant. En 1947 il entre à l'université de Californie à Berkeley et passe professeur en 1954.
Il est connu pour ses travaux sur la structure et l'évolution stellaire. Ses travaux l'ont amené à concevoir la fonction de phase de Henyey-Greenstein pour la diffusion, laquelle a par la suite été utilisée dans de nombreux domaines.

## Distinctions
Membre de l'Académie nationale des sciences (États-Unis) (1968).
Son nom a été donné au cratère Henyey sur la Lune et à l'astéroïde (1365) Henyey.